# Pailton
Pailton är en ort och civil parish i Storbritannien.   Den ligger i grevskapet Warwickshire och riksdelen England, i den södra delen av landet, 130 km nordväst om huvudstaden London. Pailton ligger 117 meter över havet och antalet invånare är 481.
Terrängen runt Pailton är platt. Runt Pailton är det ganska tätbefolkat, med 207 invånare per kvadratkilometer. Närmaste större samhälle är Coventry, 14,1 km väster om Pailton. Runt Pailton är det i huvudsak tätbebyggt.